# Bandiera dell'Inguscezia
La bandiera dell'Inguscezia è stata adottata il 2 ottobre 1994. Nella bandiera, sono rappresentati: una triscele rossa su sfondo bianco, con due bande orizzontali verdi agli estremi

## Simbolismo
Nella religione e nella filosofia ingusceta, la triscele rappresenta non solo il sole e l'universo, ma anche la consapevolezza dell'unicità dello spirito nel passato, nel presente e nel futuro. Il rosso ricorda la lotta dei popoli ingusceti per l'esistenza e la difesa della loro patria. Il bianco simboleggia la purezza dei pensieri e delle opinioni della nazione. Il verde è il simbolo dell'Islam.